# 전라남도 고인돌공원관리사무소
전라남도 고인돌공원관리사무소(全羅南道公園管理事務所)는 주암댐 건설로 인하여 수몰지역에 있던 선사 유적을 옮겨 복원 조성된 고인돌공원을 효율적으로 관리하고 선사시대 문화의 산교육장으로 활용하기 위하여 설치된 전라남도청 소속기관이다. 전라남도 순천시 송광면 고인돌길 543에 위치하고 있다.

## 같이 보기
- 전라남도청